# 楠木正辰
楠木 正辰（くすのき まさたつ）は、江戸時代の軍学者。
楠木正虎の子、楠木不伝の父親。